# Manatee megye
Manatee megye az Amerikai Egyesült Államokban, azon belül Florida államban található. Megyeszékhelye és legnagyobb városa Bradenton. Lakosainak száma 399 710 fő (2020. április 1.). Manatee megye Hillsborough, Polk, Hardee, DeSoto és Sarasota megyékkel határos.

## Népesség
A megye népességének változása:
| Lakosok száma | 323 500 | 327 310 | 333 810 | 342 106 | 363 369 | 399 710 |
|               | 2010    | 2011    | 2012    | 2013    | 2015    | 2020    |